# José Gastañeta
José Gastañeta Iglesias (Lima, 20 de marzo de 1912 - Ib., 22 de diciembre de 1970) fue un futbolista peruano, abogado que se desempeñaba como arquero.

## Trayectoria
Nació en Lima en 1912, su padre es el doctor Guillermo Gastañeta, uno de los impulsores de la creación del club. Debuta en primera división en 1929 con el club merengue en la edad de 17 años siendo de los más jóvenes del plantel; sería arquero suplente de Jorge Alba donde saldría campeón en el mismo año, logrando el primer título en la historia de club al lado de jugadores como Luis de Souza Ferreira, Eduardo Astengo entre otros. En el año 1930, tendría minutos en el arco de Universitario ubicando en el tercer lugar de la liguilla por el título, en el año 1931 se retira del fútbol a la edad de 19 años. En 9 de agosto de 1993 fallecería a la edad de 58 años.

## Clubes
| Club          | País | Año         |
| ------------- | ---- | ----------- |
| Universitario | Perú | 1929 – 1931 |

## Palmarés
| Título                    | Club                      | País | Año  |
| ------------------------- | ------------------------- | ---- | ---- |
| Primera División del Perú | Universitario de Deportes | Perú | 1929 |